# Hetaerina americana
Hetaerina americana är en trollsländeart som först beskrevs av Fabricius 1798.  Hetaerina americana ingår i släktet Hetaerina och familjen jungfrusländor. Inga underarter finns listade i Catalogue of Life.

## Bildgalleri

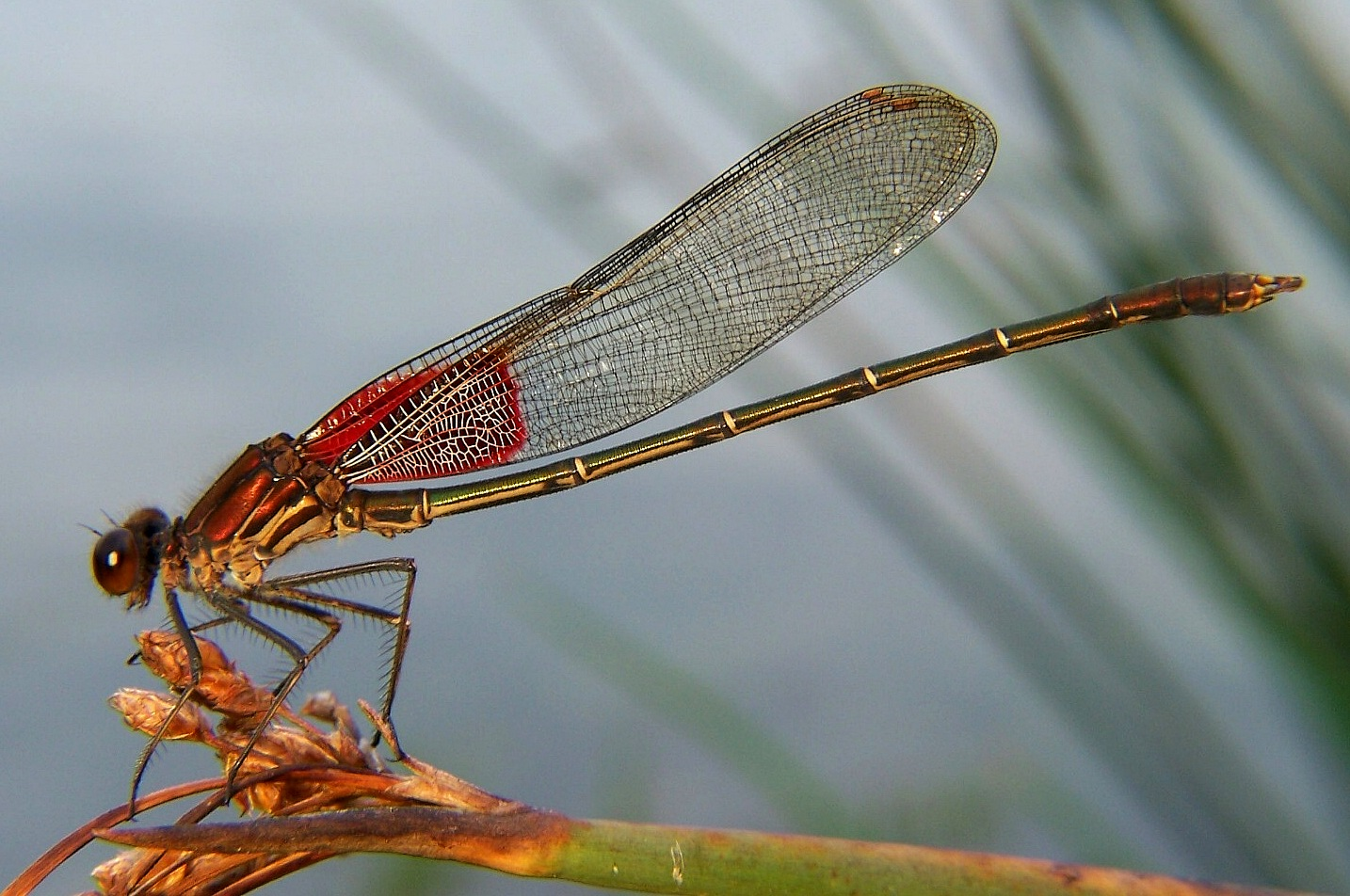
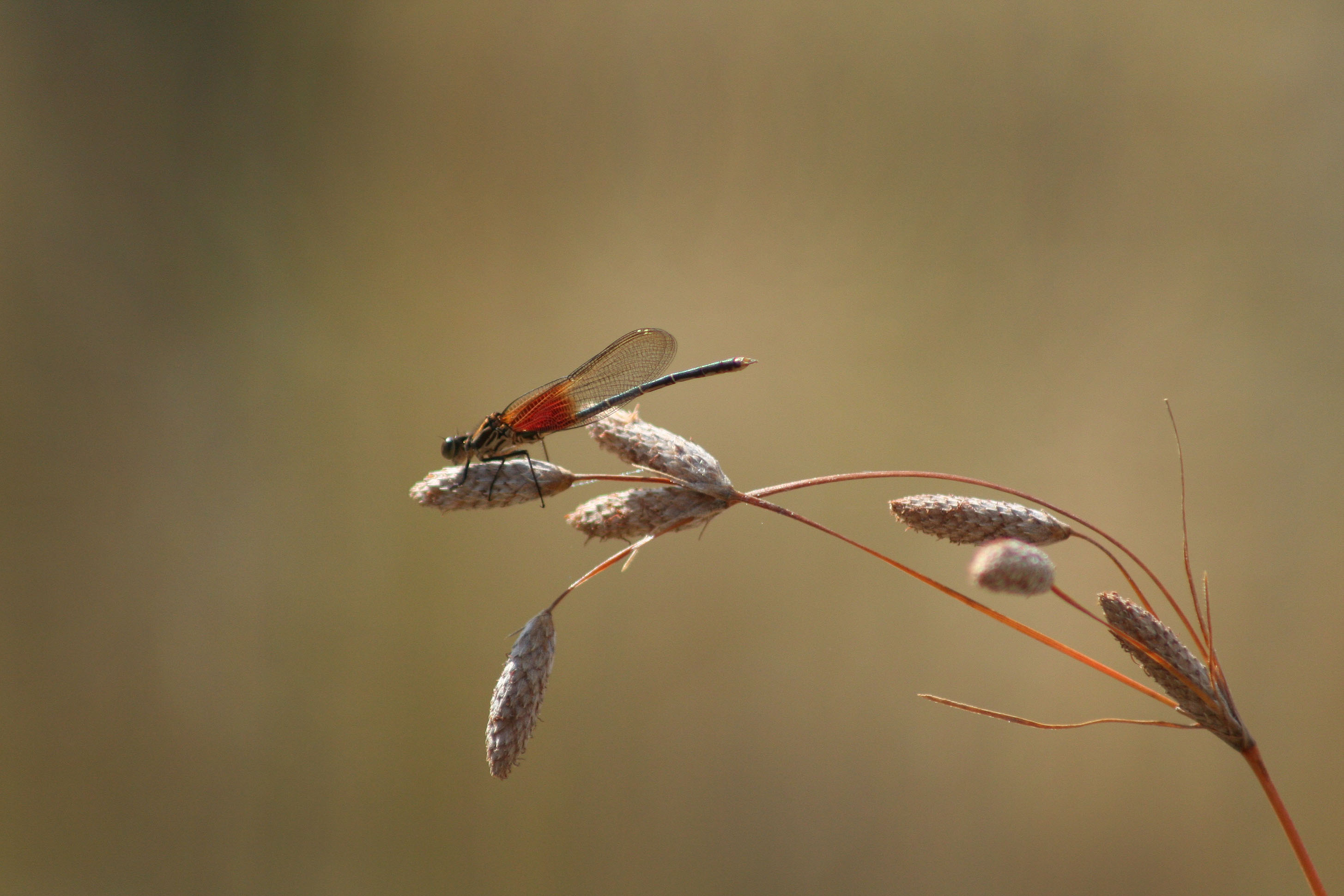
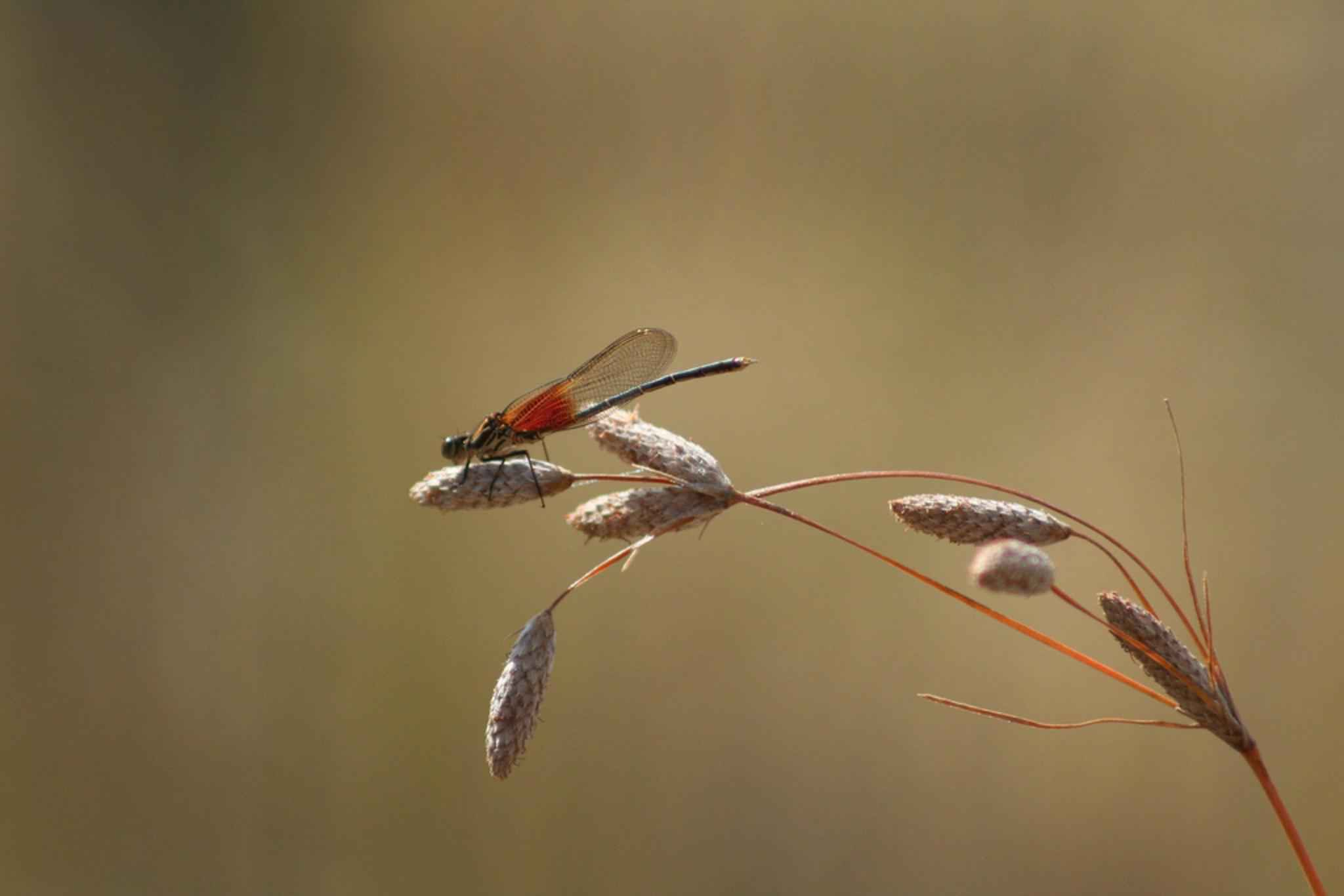
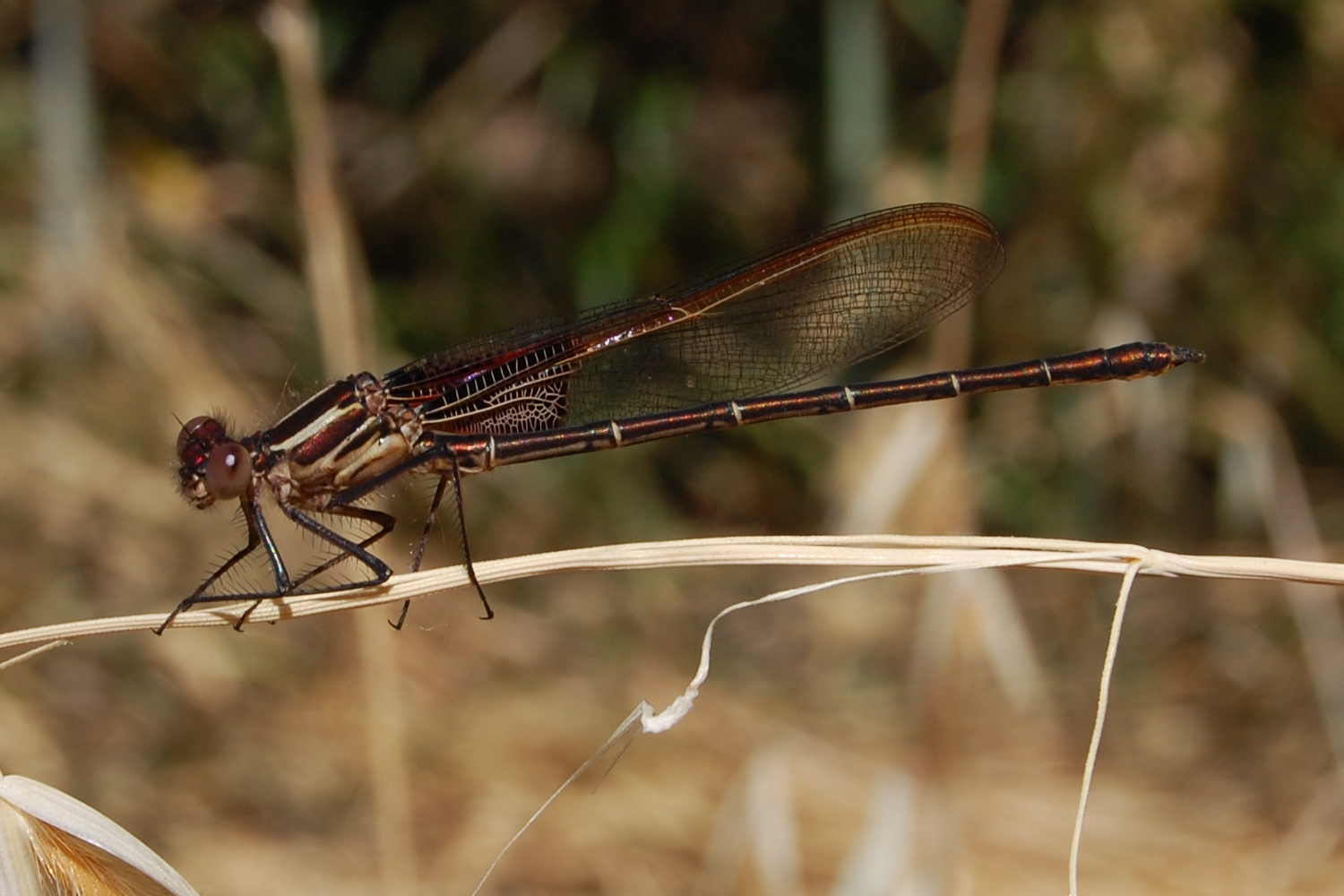
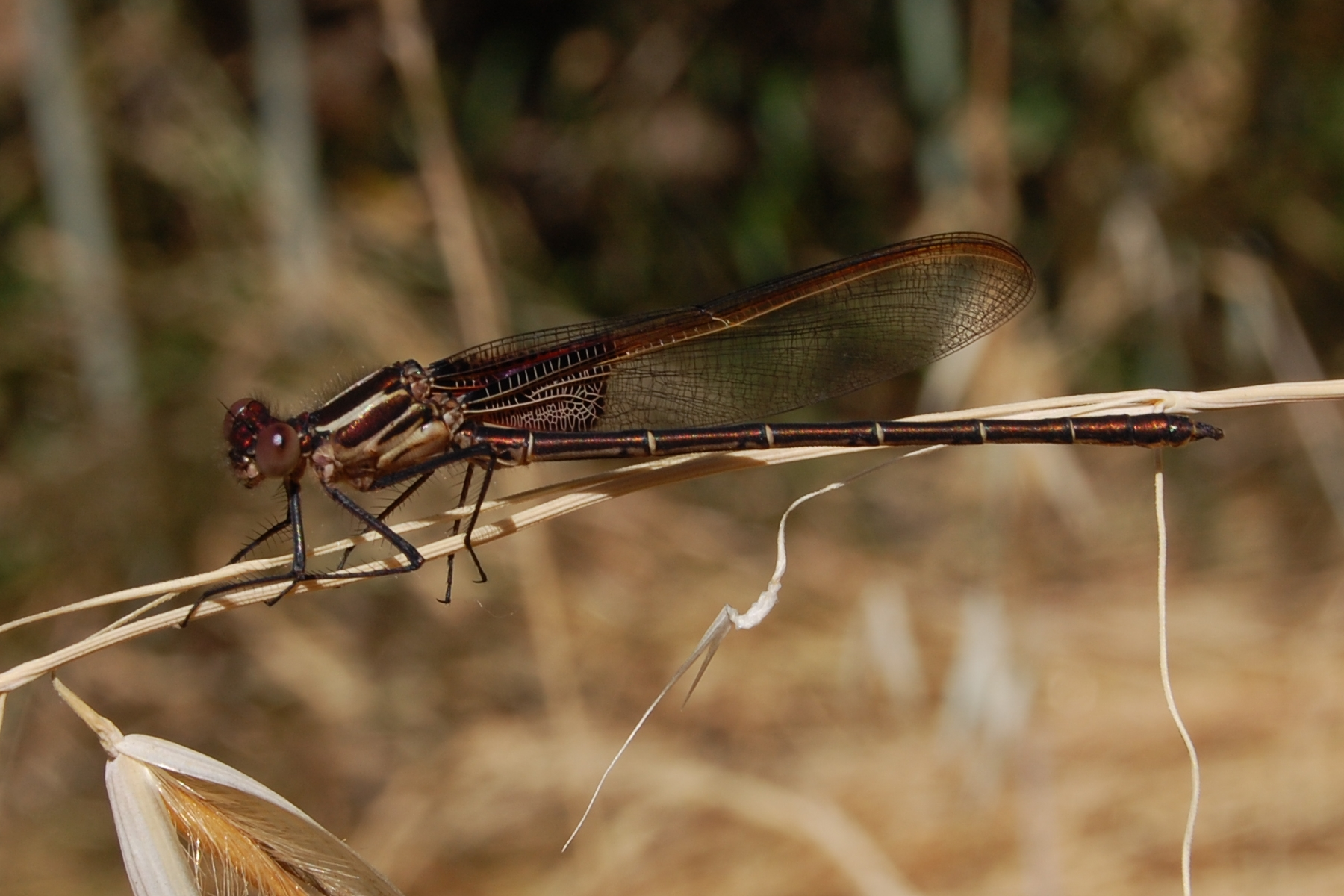